# Lalli lõpp
Lalli lõpp är en vik på ön Moon i Estland. Den ligger i landskapet Saaremaa (Ösel), i den västra delen av landet, 120 km sydväst om huvudstaden Tallinn. Den ligger vid byn Lalli på Moons östkust mot Storsund i höjd med ön Kesselaid. 